# ريتشارد باول
ريتشارد باول (بالإنجليزية: Richard Joseph Paul)‏ (و. 1956 – م) هو ممثل تلفزيوني، وممثل أفلام، وممثل، من الولايات المتحدة الأمريكية.

## وصلات خارجية
- ريتشارد باول على موقع IMDb (الإنجليزية)
- ريتشارد باول على موقع ألو سيني (الفرنسية)
- ريتشارد باول على موقع أول موفي (الإنجليزية)
- ريتشارد باول على موقع قاعدة بيانات الأفلام السويدية (السويدية)
- ريتشارد باول على موقع قاعدة بيانات الفيلم (الإنجليزية)
- ريتشارد باول على موقع كينوبويسك (الروسية)